# Oecanthus niveus
Oecanthus niveus är en insektsart som först beskrevs av Charles De Geer 1773.  Oecanthus niveus ingår i släktet Oecanthus och familjen syrsor. Inga underarter finns listade i Catalogue of Life.